# Ekrem Dümer
Ekrem Dümer est un artiste de théâtre et de cinéma turc

## Biographie
Ekrem Dümer est né en 1928 dans le quartier de Kasımpaşa à Istanbul.. Il est diplômé Istanbul Ticaret Lisesi (du lycée commercial d'Istanbul) en 1945. Ce lycée est aujourd'hui connu sous le nom de lycée professionnel et technique anatolien Sultanahmet Suphi Paşa,.
À l'âge de neuf ans, il commence à jouer comme acteur amateur au théâtre "Halkevleri". En 1949, il commence à travailler au théâtre du metteur en scène et acteur Avni Dilligil. En 1952, il rejoint le théâtre Ses et y joue pendant huit ans. Dans les années 1960, il se tourne vers le cinéma et joue dans son premier film, Hancı (1961). Il travaille également comme doubleur. Il épouse Nejla Dümer. Son fils, Yalçın Dümer, suit l'exemple de son père et choisit la carrière d'acteur,.
Il est décédé quelques heures après avoir reçu le "Prix du service et de l'honneur" de la Fondation des journalistes et écrivains turcs dans sa chambre d'hôpital. Il a été enterré au cimetière de Feriköy.